# 카토 사야카
카토 사야카(일본어: 加藤 沙耶香, 1985년 8월 9일 ~ )은 일본의 걸 그룹 아이돌링!!! 전 멤버이며서 초대리더였다 지금은 배우로 활동하고있다.